# راديو وتلفزيون سويسرا بالإيطالية
راديو وتلفزيون سويسرا بالإيطالية (بالإيطالية: Radiotelevisione svizzera di lingua italiana)‏(Italian: ‎[ˌradjoteleviˈzjoːne ˈzvittsera di ˈliŋɡwa itaˈljaːna]‏؛ الإذاعة، سابقًا RTSI حتى 28 فبراير 2009) هي هيئة إذاعية سويسرية عامة، وهي جزء من هيئة الإذاعة السويسرية. تتولى الإذاعة إنتاج وبث البرامج الإذاعية والتلفزيونية باللغة الإيطالية لسويسرا (سويسرا الناطقة بالإيطالية). يقع المقر الإداري لها في لوغانو.

## تاريخ
أنشئت Radio svizzera di lingua italiana في عام 1925 باسم Radio Monte Ceneri، وسميت في الأصل على اسم الجبل حيث وضع عليه جهاز الإرسال. بعد عدة سنوات من البث التجريبي، في عام 1933، بدأت هيئة البث الإذاعي السويسرية بثًا منتظمًا في تيتشينو وغريغوني. كانت رغبة مؤسسيها هي تعزيز التماسك في الاتحاد مع تعزيز قيمة الثقافة الإيطالية السويسرية. في ثلاثينيات وأربعينيات القرن العشرين، عندما كانت معظم الدول المجاورة لسويسرا تحت حكم الفاشية (الفاشية الإيطالية والاشتراكية الوطنية)، كان راديو مونتي سينري هو الإذاعة الإيطالية الوحيدة الخالية من الرقابة، وأصبح الصوت الوحيد الموثوق به للسكان الإيطاليين ومنفذًا بارزًا لـ المثقفون الإيطاليون: استضافت خلال هذه السنوات أشخاصًا مثل بينيديتو كروس وديليو تيسا.
يعود تاريخ البث التلفزيوني الأول إلى عام 1958، انتج لأول مرة في استوديوهات في زيورخ وترجم إلى الإيطالية. مع تأسيس تلفزيون سويسرا بالإيطالية (TSI) في عام 1961، نقلت الاستوديوهات إلى براديسو، بالقرب من لوغانو. كان ذلك بعد ثماني سنوات من الظهور التجريبي الأول للتلفزيون في زيورخ وجنيف. بدأ البث الملون للقناة عام 1968.
خلال السبعينيات، عندما كان التلفزيون الإيطالي لا يزال تحت احتكار راي، كان التلفزيون السويسري باللغة الإيطالية هو البديل الوحيد للشبكة العامة للإيطاليين الذين يعيشون في لومباردي وبيدمونت ووصلت الإشارة إلى مدينة ميلانو. عمل مع الإذاعة بعض الشخصيات المهمة في التلفزيون الإيطالي، مثلإنزو تورتورا.
أطلقت الإذاعة محطتين إذاعيتين جديدتين، واحدة ثقافية، في عام 1985 أنشئت واحد أخرى أكثر توجهاً نحو الشباب، في عام 1989. في عام 1997 أنشئت قناة ثانية تسمى إر إس إي لا 2. وهكذا أعيدت تسمية القناة الأولى باسم إر إس إي لا 1.
بدأت الإذاعة البث الرقمي في ديسمبر 2005 باستخدام نظام DAB. في 26 يوليو 2006 في تمام الساعة 12:45، أوقفت هيئة الإذاعة السويسرية البث التناظري في تيتشينو مما جعله أول كانتون رقمي بالكامل في سويسرا.

## تاريخ الشعار

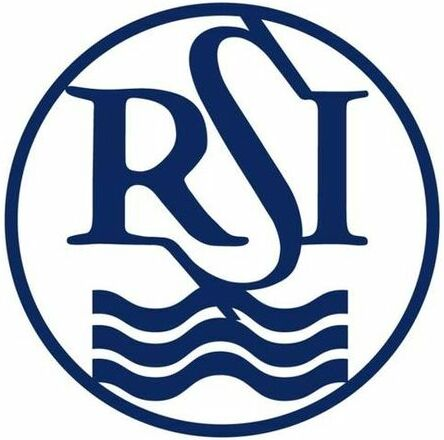
شعار الإذاعة من 1936 إلى 1961.
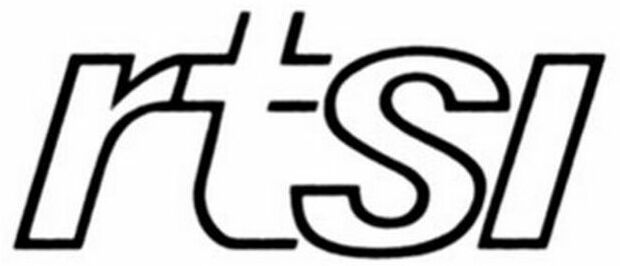
شعار الإذاعة من السبعينيات إلى 1985.
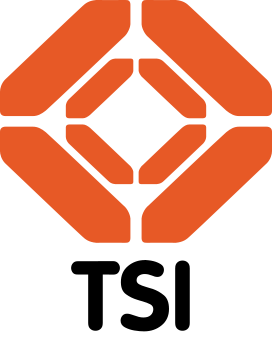
شعار الإذاعة من 1985 إلى 1999.
شعار الإذاعة من 2000 إلى 28 فبراير 2009.
شعار الإذاعة الحالي منذ 1 مارس 2009.
استخدم التصميم الأولي من الشعار الخامس والحالي للإذاعة حتى 29 فبراير 2012.

## القنوات التابعة

### مذياع
قسم الراديو في الإذاعة هو المسؤول عن إنتاج وإرسال البرامج الإذاعية باللغة الإيطالية للسويسريين الناطقين بالإيطالية. تقع استوديوهاته في شارع فيا كانيفاسكيني في لوغانو. كانت تُعرف باسم Radio svizzera di lingua italiana (SRG) حتى عام 2009.
- إذاعة ريتي أونو - إذاعة عامة
- إذاعة ريتي ديو - إذاعة ثقافية وقكرية والموسيقى الكلاسيكية
- إذاعة ريتي تري - إذاعة الموجهة للشباب

يستخدم الراديو حاليًا دفقين من البيانات (أجهزة الإرسال والاستقبال 17 و123) لنقل برامجها الراديوية عبر الأقمار الصناعية. تسمح التقنيات الجديدة الآن بمزيد من الكفاءة في استغلال قدرة الأقمار الصناعية الحالية. لذلك، اعتبارًا من 9 مارس، ستعيد الراديو تكوين جهاز الإرسال والاستقبال الجديد الخاص بها وتحويل 26 شبكة لاسلكية إلى جهاز الإرسال والاستقبال 123.
سيعمل جهاز الإرسال والاستقبال 17 بالتوازي حتى نهاية شهر يونيو وسيتم بعد ذلك إلغاء تنشيطه. ستبقى جودة الصوت دون تغيير.
قسم التلفزيون في الإذاعة هو المسؤول عن إنتاج ونقل البرامج التلفزيونية باللغة الإيطالية للسويسريين الناطقين بالإيطالية. توجد استوديوهاتها في كوماندو، 5 كم شمال لوغانو. كانت تعرف باسم Televisione svizzera di lingua italiana (TSI) حتى عام 2009.
- إر إس إي لا 1
- إر إس إي لا 2

أنهت هيئة الإذاعة العامة السويسرية التوزيع الأرضي الرقمي لقنواتها التلفزيونية على الصعيد الوطني في 3 يونيو 2019. أبلغ مشاهدي التوزيع الأرضي عن الإغلاق، الذي أعلن عنه في سبتمبر 2018، من خلال تعليق على شاشات التلفزيون من يناير 2019. أوصت هيئة الإذاعة العامة السويسرية الأسر المتأثرة بالانتقال إلى بنية تحتية بديلة للاستقبال، مثل القمر الصناعي أو الكابل أو آي بي تي في أو تدفق الإنترنت.

## روابط خارجية
- موقع الإذاعة الرسمي باللغة الإيطالية
- بودكاست الإذاعة باللغة الإيطالية
- DAB في سويسرا باللغة الإيطالية
- التلفزيون باللغة الإيطالية